# Posta do Chuí

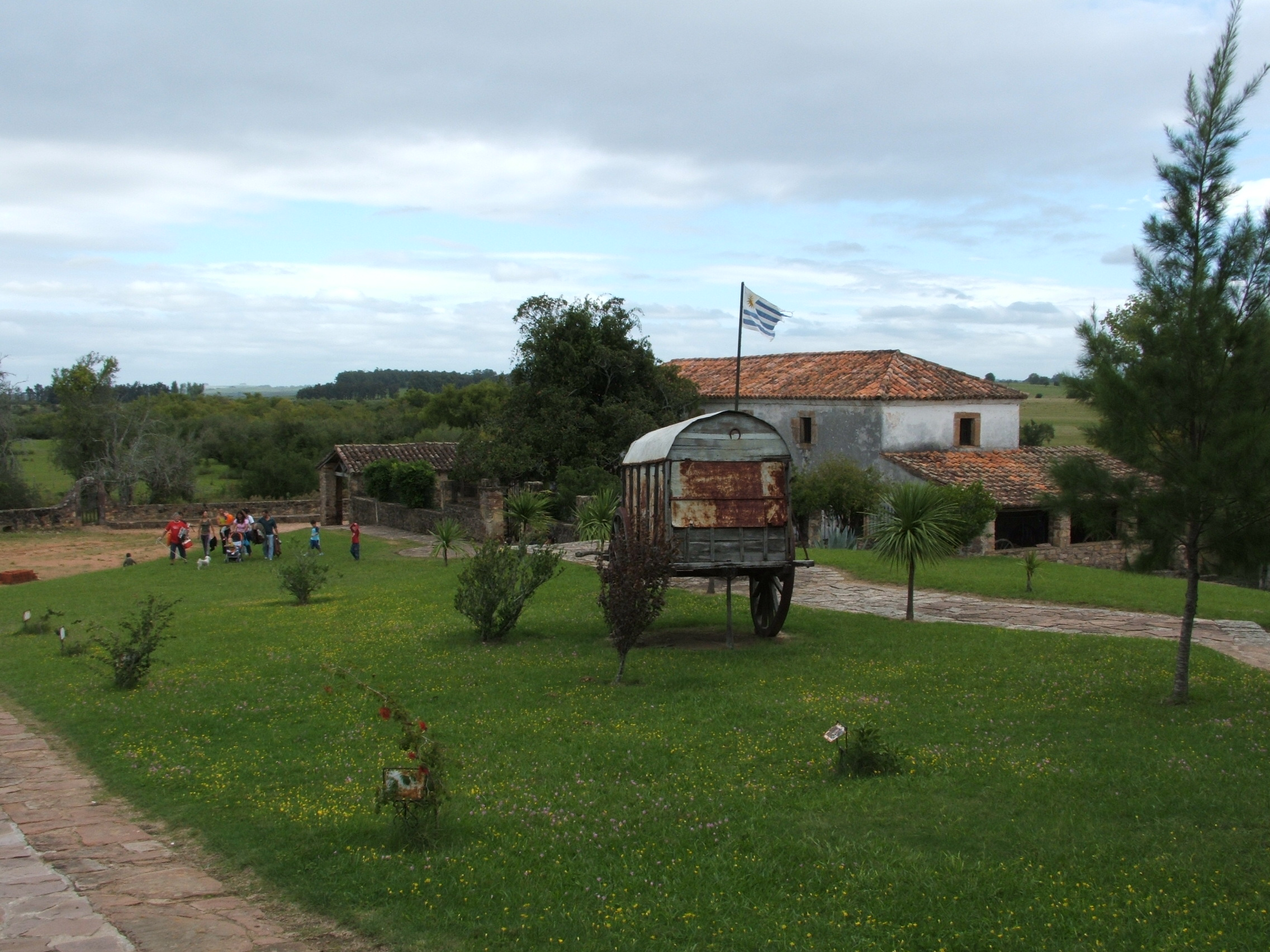
Posta do Chuí com carreta

A Antiga Posta do Chuí, é uma antiga edificação situada há 12 quilômetros de Melo, departamento de Cerro Longo, Uruguai.

## História
Era uma antiga pousada, para viajantes que se deslocavam em diligências entre Melo e Villa Artigas (hoje Rio Branco).
Aqui se pratica a cobrança de pedágio para passar pela ponte sobre o córrego Chuí do Tacuarí, sendo esta a primeira Concessão de Obra Pública que se efetuou no Uruguai.
Construído em 1855 por dois vascões franceses de sobrenome Etcheverry, pedreiros de profissão, o sólido edifício construído com pedras areniscas unidas sem argamassa, igual à ponte que por suas vigias características é considerada uma obra arquitetônica única na América do Sul. Atualmente encontra-se vedado o tráfego de veículos sobre a ponte.
Ela foi declarada Monumento Histórico Nacional. Um dos impulsores de sua restauração foi o historiador Horacio Arredondo. Recorreu-se a um pedreiro que visitou as pedreiras de onde foram extraídas as pedras, essas pedreiras estavam fechadas há mais de um século.
A história de sua construção pode ser lida no livro "As árvores de pedra", do escritor Andrés Echevarría.

## Toponímia
Chuí é um nome de origem guarani, que significa "pequena tartaruga".